# Olympiada Patras
El AEP Olympias Patras KAE (griego: Α.Ε.Π. Ολυμπιάς Πάτρα) es un equipo de baloncesto griego con sede en Patras, que actualmente juega en la D Ethniki, la quinta división griega. Disputa sus partidos como local en el AEP Olympias Sport Hall, con capacidad para 1.500 espectadores.

## Historia
El club se creó en 1961, cuando un grupo de deportistas de la ciudad de Patras se reunieron en la taberna Afon Mpirmpa. Los deportes que abarcarían sería el baloncesto, el atletismo y el voleibol.
El equipo de baloncesto jugó la A2 Ethniki entre 1977 y 1981, y posteriormente en 2005, cuando consiguió el ascenso a la A1 Ethniki, donde jugó dos temporadas. Participó además en la FIBA EuroCup durante la temporada 2007–08.

## Palmarés
- Campeón de la A2 Ethniki: 2006
- Campeón de la C Ethniki: 2003
- Campeón regional de Acaya: 1965, 1967, 1968, 1998

## Jugadores destacados
- Steve Burtt
- Derrick Dial
- Luis Flores
- Tautvydas Lydeka
- Nikos Boudouris
- Lewis Sims
- Guillermo Díaz